# Villa Chiampo
La Villa Chiampo es una residencia histórica de la ciudad piamontesa de Ivrea en Italia.

## Historia
La fecha de construcción del edificio es incierta. Sin embargo, la presencia de la finca en una acuarela realizada en 1883 por el geógrafo y naturalista británico Henry Haversham Godwin-Austen titulada Panoramic View from the hill La Nuova Castiglia conduce a fechar su edificación hacia la mitad del siglo XIX.
La familia Borgetti, dueña original de la propiedad, vendió la finca al ingeniero Giacomo Chiampo en 1893. Este fue alcalde de Ivrea entre 1888 y 1895. Los Borgetti se mudaron entonces a la otra residencia que se habían hecho construir en la ciudad en la década de 1860, la Villa Luisa.

## Descripción
La finca se encuentra en la cima del Monte Ferroglietto, en posición dominante sobre al barrio del Borghetto. El edificio se desarrolla en tres niveles. Una gran terraza con una fuente permite de disfrutar las vista panorámicas sobre el río Dora Baltea, la ciudad de Ivrea y las montañas del Valle de Aosta.